# Guecellone II da Camino
Guecellone II da Camino (... – 1187) è stato un nobile e militare italiano.

## Biografia
Figlio di Gabriele I e Adeleita di Porcia, ereditò dal padre i titoli nobiliari e la gestione degli interessi familiari.
Intorno al 1150 fece fortificare il Castello di Camino, rendendolo praticamente inespugnabile ed elevandolo a sede principale della famiglia. Non a caso allo stesso periodo risale il primo documento (la pace di Fontaniva) che attesta il cambio del proprio predicato familiare da "da Montanara" in "da Camino".

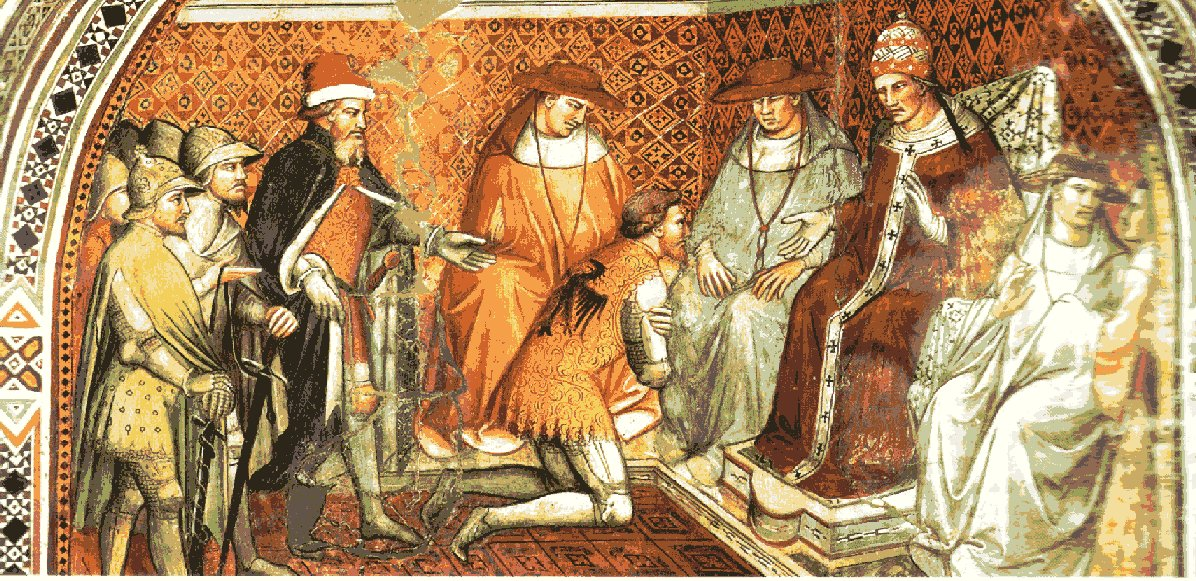
Spinello Aretino, L'imperatore Federico Barbarossa si sottomette all'autorità del papa Alessandro III, Palazzo Pubblico di Siena.

Nel 1154, nel castello di Zumelle, sposò la nobildonna Sofia di Colfosco che le portò in dote, e quindi in eredità, i titoli comitali della moglie, rendendolo uno degli uomini più potenti del Veneto: grazie a questa unione infatti fu il primo della famiglia a potersi fregiare dei titoli di conte di Ceneda, Serravalle e Zumelle.

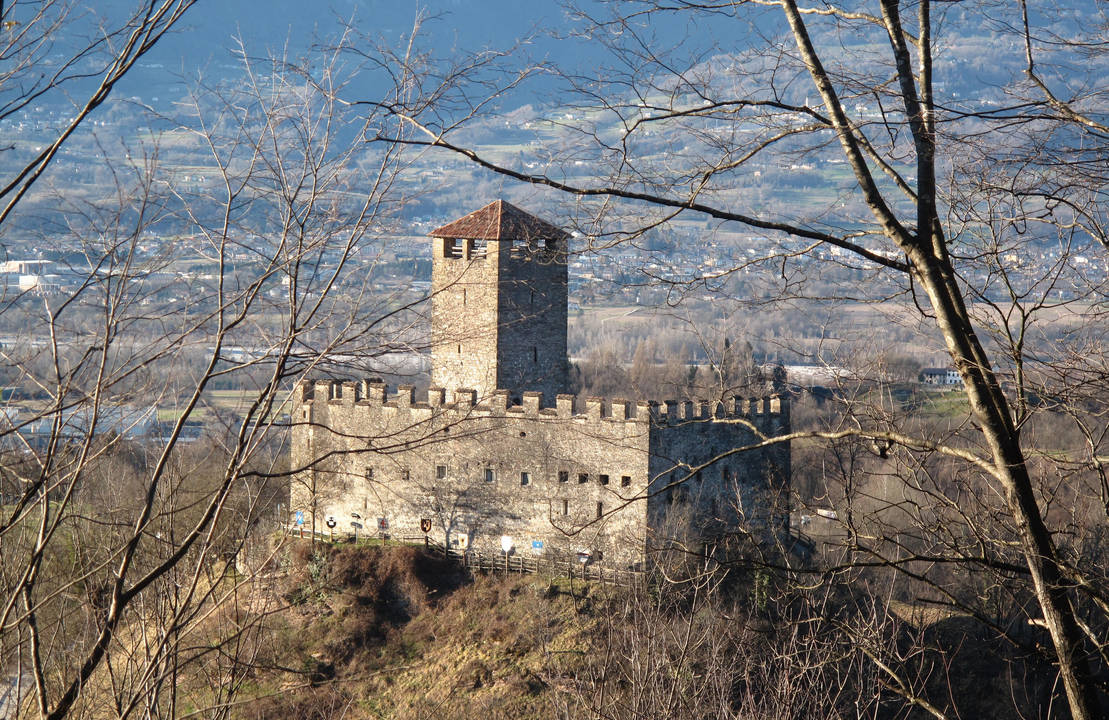
Il castello di Zumelle, dove si svolse il matrimonio tra Guecellone da Camino e Sofia di Colfosco.

Intorno al 1164 entrò a far parte di una lega imperiale contro il comune di Treviso di fianco a Federico Barbarossa, per cui risulta essere di fianco all'imperatore prima a Monselice, e poi a Pavia contro la lega delle città lombarde. Questo scelta lo portò probabilmente ad avere dei dissapori con la moglie, politicamente vicina a parte guelfa, la quale per testamento non avrebbe lasciato in eredità i castelli di Serravalle e Zumelle alla famiglia del marito, ma rispettivamente ai vescovi di Ceneda e Belluno: lo strappo verrà ricucito dopo un paio d'anni.
Nel 1177 Guecellone ed il figlio Gabriele II parteciparono alla firma della cosiddetta "pace di Venezia" nella città lagunare, a dimostrazione dell'alto rango ormai raggiunto dal loro casato di appartenenza.
Dopo lunghe traversie e la definitiva sconfitta della coalizione imperiale a San Michele del Piave, Guecellone fu costretto ad aderire al partito guelfo e sottomettersi all'autorità comunale di Treviso (1183) e, insieme al figlio Gabriele II, a prendere cittadinanza in città e accettarne la giurisdizione su tutti i propri possedimenti.
Il figlio, e poi il padre, morirono a breve distanza l'uno dall'altro tra il 1186 e il 1187, complicando ulteriormente la situazione familiare.

## Discendenza
A Guecellone sono attribuiti cinque figli:
- Gabriele II, che ne ereditò i titoli;
- Drudo, che fu vescovo di Feltre;
- Guido II;
- Tolberto I;
- Gerardo.